# Aline Kern-Freyenmuth
Aline Kern-Freyenmuth (Frauenfeld, 16 mei 1809 - Zürich, 5 januari 1890) was een Zwitsers maatschappelijk werkster.

## Biografie
Aline Kern-Freyenmuth was een dochter van Johann Conrad Freyenmuth. Ze kreeg privé-onderwijs en verbleef in 1827 in een pensionaat in Neuchâtel. In 1834 huwde ze Johann Konrad Kern. Na haar huwelijk legde ze zich volledig toe op de politieke carrière van haar echtgenoot wiens succes sterk steunde op haar financiële middelen. Van 1858 tot 1883 woonde ze in Parijs toen haar echtgenoot daar de Zwitserse ambassadeur was. Ze richtte verscheidene sociale organisaties op.
- Gemeinsame Normdatei: 1051320321
- Historisch woordenboek van Zwitserland: 013379
- Virtual International Authority File: 308719215